# JAR (format pliku)
JAR (ang. Java Archive) – archiwum w formacie ZIP używane do strukturalizacji i kompresji plików klas języka Java oraz powiązanych z nimi metadanych. Archiwum to jest także wykorzystywane w OpenDocument.

## Budowa
Archiwum JAR zawiera plik manifestu umieszczony w ścieżce META-INF/MANIFEST.MF wewnątrz siebie. Manifest informuje o sposobie użycia i przeznaczeniu archiwum, które to archiwum, o ile posiada wyszczególnioną klasę główną, może stanowić osobną aplikację.

### Podpis
Archiwa JAR mogą być podpisywane cyfrowo. Podpis zawarty jest w pliku manifestu wewnątrz archiwum. Środowisko uruchomieniowe podczas ładowania podpisanych plików JAR może sprawdzać klasy i odmówić wczytania tych, które nie pasują do podpisu. Zwiększa to wiarygodność kodu.

## Narzędzia
Podstawowym narzędziem do obsługi archiwów JAR jest program JAR dołączony do darmowego pakietu JDK firmy Sun Microsystems.